# Shu-Bi-Dua
Shu-Bi-Dua, ibland stavat Shu•bi•dua, var en dansk pop-rockgrupp som fanns mellan 1973 och 2011. Under karriären släppte de 18 studioalbum och ett antal livealbum och samlingsskvor. Under hela sin historia hade gruppen olika medlemmar, sångaren Michael Bundesen utgjorde dock ett fast inslag i gruppen, förutom en kort period på 1980-talet.
Deras album Shu-Bi-Dua 4 från 1977 gav dem deras stora genombrott och inledde en period av storhet som varade tills Bundesen lämnade gruppen 1984. Efter att sångaren var tillbaka i bandet släppte de Shu-Bi-Dua 13 och från 1992 fick de en ny storhetstid som varade i några år. Gruppen förblev dock populär vid konserter, och de turnerade varje år. Bandet upphörde 2011 efter att Bundesen hade drabbats av blodpropp. En del av gruppen fortsatte som Hardinger Band, som spelar gruppens låtar. Den 25 september 2015 hade musikalen Shu-bi-dua - The Musical premiär på Fredericia Teater.
Bland deras mest populära låtar är "Hvalborg", "Sexchikane", som också fick en Grammy, "Vuffeli-vov", "Danmark", "Den Røde Tråd", "Fed Rock", "Stærk tobak" och deras version av Holger Drachmanns "Midsommervisen", kallad "Midsommersangen", som på många ställen sjungs med eller till och med istället för originalversionen till Sankthans. De har uppträtt otaliga gånger, men de senaste åren var särskilt förknippade med Fredagsrock på Plænen i Tivoli. Under sina konserter kastade publiken kex på bandet under låten "Hvalborg".
Shu-Bi-Dua sålde totalt över sex miljoner album, vilket gjorde dem till det mest sålda namnet i Danmark någonsin. Med över 500 000 sålda exemplar är Shu-Bi-Dua 4 från 1977 bland de bästsäljande danska albumen någonsin. Tre av bandets album har varit bästsäljande under respektive utgivningsår. År 2013 fick gruppen Danish Music Awards Ærespris, och de har kallats en "institution i dansk rock- och pophistoria".

## Diskografi
- 1974 - Shu-Bi-Dua
- 1975 - Shu-Bi-Dua 2
- 1976 - Shu-Bi-Dua 3
- 1977 - Shu-Bi-Dua 4
- 1978 - 78'eren
- 1979 - Shu-Bi-Dua 6
- 1980 - Shu-Bi-Dua 7
- 1982 - Shu-Bi-Dua 8
- 1982 - Shu-Bi-Dua 9
- 1983 - Shu-Bi-Dua 10
- 1985 - Shu-Bi-Dua 11
- 1987 - Shu-Bi-Dua 12
- 1992 - Shu-Bi-Dua 13
- 1993 - Shu-Bi-Dua 14
- 1993 - Shu-Bi-40
- 1995 - Shu-Bi-Dua 15
- 1997 - Shu-Bi-Du@ 16
- 2000 - Shu-Bi-Dua 17
- 2005 - Shu-Bi-Dua 18